# ロングアイランドシティ
ロングアイランドシティ（英: Long Island City、LIC）は、ニューヨーク市クイーンズ区の最西端、ロングアイランド西端に位置する住宅・商業地区である。

## 概要
ロングアイランドシティは、北にはアストリア (en)、西にはイースト川 、東にはサニーサイド (en) のヘイゼン・ストリート、49番街、 ニューカルバリー墓地 (en) 、南には ニュータウン川 （クイーンズとブルックリンのグリーンポイント (en) を隔てる）が隣接している。
ロングアイランドシティは、1870年に独立市として設立され、1898年にニューヨーク市に併合された。20世紀にはニューヨークの産業地域として、多くの工場が置かれていた。21世紀初頭から、ロングアイランドシティは住宅街の急速な発展と高級化（ジェントリフィケーション）が継続しており、ウォーターフロントの公園や芸術コミュニティが栄えるようになった。このエリアには、アートギャラリー、アート機関、スタジオスペースが集中している。
ロングアイランドシティは、クイーンズとマンハッタンを結ぶ唯一の有料の自動車ルートであるクイーンズボロ橋の東の終点である。橋の北西には、 ニューヨーク市住宅局の開発であり、 西半球最大の公共住宅団地であるクイーンズブリッジハウスがある。
ロングアイランドシティは、北部はクイーンズコミュニティ地区1に、南部はクイーンズコミュニティ地区2に属している。パトロールはニューヨーク市警察108管区の管轄である。政治的には、ロングアイランドシティはニューヨーク市議会の第26地区に代表されている。

## 歴史
1870年に、Astoria村とRavenswood, Hunters Point, Dutch Kills, Middletown, Sunnyside, Blissville, and Bowery Bayハムレットが合併して設立された。当時の住人は12,000から15,000人だった。市の政府は、選挙で選ばれた市長と10人の市会 (Board of Alderman、5つの区からそれぞれ2人の代表者) から構成された。市の条例は、市会10人のうち過半数が可決すれば、市長の署名にて発効することができた。
1873年には、George H. Williamsデザインの市章が制定された。
1898年には、シティ・オブ・グレーター・ニューヨーク法案によってニューヨーク市に併合され、クイーンズ区の一部となった。
1930年代に、クイーンズボロ橋やクイーンズ-ミッドタウントンネル、そして3本の地下鉄トンネルが建設され、クイーンズからマンハッタンへのアクセス元となった。
ロングアイランドシティには、産業エリアとして、たくさんの工場やベーカリーが所在していたが、1970年代までには多くの工場は閉鎖された。ペプシコーラの看板はニューヨーク市の歴史建造物に登録されている。
1980年代には、クイーンズ・ウェスト再開発計画により、マンハッタンの対岸にはコンドミニアムが建てられ始めた。
21世紀に入ると、高級化現象が進んだ。2006年には、ジャパンタウンを当地区に建設する計画も立ち上がったが、結局破棄された。コート・スクエア駅の周りには、高層ビルの建設ラッシュが続いており、スカイライン・タワー (en) やワン・コート・スクエアなどクイーンズで一番高いビルが密集している。
2018年11月13日にAmazon.comの第二本社の建設地に選ばれたが、2019年2月14日に住民の反対を理由に撤回された。

## 歴代市長
1870年に独立市として設立してから、1898年にニューヨーク市に併合されるまでの、歴代市長の一覧。
| 名前                      | 人気      | 所属                   |
| ------------------------- | --------- | ---------------------- |
| A.D. Ditmars              | 1870–1873 | 民主党、共和党両党推薦 |
| Henry S. De Bevoise       | 1873–1874 | 民主党                 |
| George H. Hunter (acting) | 1873–1874 | 民主党                 |
| Henry S. De Bevoise       | 1874–1875 | 民主党                 |
| A.D. Ditmars              | 1875      | 民主党                 |
| John Quinn (acting)       | 1875–1876 | 民主党                 |
| Henry S. De Bevoise       | 1876–1883 | 民主党                 |
| George Petry              | 1883–1887 | 民主党、共和党         |
| Patrick J. Gleason        | 1887–1897 | 民主党                 |

## 見所
美術館
- ファイブ・ポインツ（2014年解体）
- en:MoMA PS1
- en:Socrates Sculpture Park
- en:SculptureCenter

公園
- en:Gantry Plaza State Park
- Hunters Point South Park
- Queensbridge Park
- en:Water Taxi Beach

## 教育
- ニューヨーク市立大学ラガーディアコミュニティ・カレッジ
- ニューヨーク市立大学ロースクール
- en:DeVry University（2011年にレゴ・パーク地区とマンハッタンに移転）